# Музеј уметности Никанор Онацкиј
Музеј уметности Никанор Онацкиј је основао уметник Никанор Онацкиј 1. марта 1920. године као Сумски регионални музеј историје и уметности. 
Он је прави чувар домаћих и страних дела уметности 16-21. века, у основи којих је збирка познатог кијевског донатора Оскара Гансена.

## Структура и фондови
Уникатна дела уметности су данас представљена у двоспратници, која је споменик архитектуре краја 19. - почетка 22. века.
На првом спрату се налази збирка примењене уметности Украјине и Русије 18. - почетка 20. века, као и земаља и краја Западне Европе: Италије, Холандије, Фландрије, Француске.
На другом спрату је стална поставка декоративне уметности по таквим секцијама као што су: уметност Украјине, Русије, земаља Западне Европе, Далеког и Блиског Истока.
Кујинджи, Ајвазовскиј, Рјепин и много других великих мајстора уметности су представљени овде.

## Галерија
- Лев Соловјов. «Монахи. Не туди заїхали» (1870-і)
- Кујинджи Архип. «Сосна», 55 × 36,5 см, 1878
- Кујинджи Архип. «Після бурі», ескіз, 102 × 159 см, 1879
- Маковскиј Костјантин. «Запорізький козак», 53,4 x 43,2 см, 1884